# Xuân Tây
Xuân Tây is een xã die ligt in het district Cẩm Mỹ, een van de negen districten van de Vietnamese provincie Đồng Nai.